# Palacio del comando general de Eslavonia
El Palacio del comando general de Eslavonia (en croata: Palača Slavonske Generalkomande) Es un edificio que fue la antigua sede del comando en Osijek. Se encuentra en Tvrđa, Croacia
Es el edificio más importante del barroco en ese país europeo.
Fue diseñado por un arquitecto desconocido y construido entre 1724 y 1726. El que comenzó el edificio del Palacio fue Eugenio de Saboya. En la segunda planta se realizaron tareas de modernización en 1765.
Hoy el Palacio es sede del Rectorado de la Universidad de Osijek.